# Schmalbandkommunikation
Der Begriff Schmalband, auch Schmalbandkommunikation, englisch narrow band, wird je nach Zusammenhang im Bereich der Nachrichtentechnik und im Bereich von Internetzugängen mit unterschiedlicher Bedeutung gehandhabt.

## Nachrichtentechnik
Im Bereich der Nachrichtentechnik beschreibt der Begriff Schmalband einen Übertragungskanal, dessen Bandbreite so gering ist, dass der Frequenzgang nahezu als konstant angenommen werden kann. Dies ist gleichbedeutend mit einer im gesamten Band konstanten Gruppenlaufzeit. Bei einer Schmalbandübertragung ist es wegen der frequenzunabhängigen Gruppenlaufzeit im Prinzip möglich, ohne eine Kanalentzerrung auszukommen. Hat ein Übertragungskanal keinen konstanten Frequenzgang, wie es in der Breitbandkommunikation der Fall ist, werden die übertragenen Nutzsignale je nach Höhe ihrer Frequenzen unterschiedlich verzerrt. Entzerrer, die diese Verzerrungen beim Empfänger der Nutzsignale wieder rückgängig machen, können beispielsweise mittels adaptiven Filtern realisiert werden.
Bei digitalen Datenübertragungen wird dazu gleichwertig eine Schmalbandübertragung  über die Symbolrate festgelegt. Jedes übertragene Symbol benötigt zur Übertragung eine bestimmte Symboldauer {\displaystyle T_{s}}. Ist die Symboldauer länger als die Übertragungszeit {\displaystyle \tau _{\mathrm {max} }} am Übertragungskanal, liegt eine Schmalbandkommunikation vor:
{\displaystyle T_{s}\gg \tau _{\mathrm {max} }}
Wesentlich ist, dass die Festlegung einer Schmalbandübertragung nicht an konkreten Zahlenwerten einer bestimmten Bandbreite fixiert ist, sondern sich nach den jeweiligen Randumständen, wie den physikalischen Parametern einer Funkstrecke, orientiert.

## Internetzugänge
Aus dem Bereich der Telefonnetze und mit dem Aufkommen von Internetzugängen ab den 1990er Jahren wird der Begriff Schmalband für Schmalbandnetze bzw. Schmalbandzugänge verwendet, die durch eine Bandbreite von weniger oder gleich 3,1 kHz oder eine Datenübertragungsrate von höchstens 64 kbit/s charakterisiert sind. Diese starre Festlegung orientiert sich zum einen an der Bandbreite der analogen Festnetztelefonie. Für die Übertragung von analogen Sprachsignalen über Kupferadern in guter Qualität wurde aus übertragungstechnischen Gründen bereits in der Frühzeit der Telefonie ein Frequenzband von 300 Hz bis 3,4 kHz festgelegt. Eine gleichartige Doppelader wird auch für die UK0-Schnittstelle bei der digitalen Übertragung von Sprachsignalen im ISDN benutzt; die benötigte Bandbreite liegt hierbei bei 40 kHz (beim 2B1Q-Code mit 80 kBaud) oder mehr, je nach Kodierung. Es können, neben dem Signalisierungskanal (D-Kanal), zwei so genannte Basis-Kanäle darin übertragen werden, jeder mit einer Datenübertragungsrate von 64 kbit/s. In der ITU-T-Empfehlung I.113 ist der Begriff Schmalbanddienst mit einer Datenübertragungsrate eines Basiskanal von weniger oder gleich 64 kbit/s festgelegt. Im Mobilfunk, ebenfalls ein Schmalband-Dienst, wird digitale Sprache mit weit geringerer Datenübertragungsrate übertragen – beim Full Rate Codec im GSM sind es 13 kbit/s. (Die benötigte Bandbreite ist hierbei 2 · 200 kHz, wobei sie von acht Verbindungen gleichzeitig genutzt werden kann.)
Zum Bereich der Schmalband-Dienste für den Internetzugang zählen neben analogen Telefonsystemen und Telefonmodems auch ISDN und Mobilfunknetze wie GSM mit GPRS. Internetzugangssysteme wie DSL zählen zu den Breitband-Internetzugängen. Sie erfordern breitere Frequenzbänder mit mehr als 40 kHz – mit entsprechenden Einschränkung seitens des Netzbetreibers hinsichtlich der Leitungslänge.